# 하이브 (만화)
하이브는 매주 화요일 김규삼이 네이버에 연재하는 웹툰이다.